# Земяни (Вармінсько-Мазурське воєводство)
Земяни (пол. Ziemiany, нім. Ziemianen) — село в Польщі, у гміні Бані Мазурські Ґолдапського повіту Вармінсько-Мазурського воєводства.
Населення — 54 особи (2011).
У 1975-1998 роках село належало до Сувальського воєводства.

## Демографія
Демографічна структура станом на 31 березня 2011 року:
|          | Загалом | Допрацездатний вік | Працездатний вік | Постпрацездатний вік |
| -------- | ------- | ------------------ | ---------------- | -------------------- |
| Чоловіки | 27      | 4                  | 15               | 8                    |
| Жінки    | 27      | 6                  | 14               | 7                    |
| Разом    | 54      | 10                 | 29               | 15                   |